# Fritz Rebell
Fritz Rebell (* 7. Mai 1905 in Heusenstamm; † 12. Oktober 1990) war ein deutscher Fußballspieler und -trainer.

## Laufbahn

### Spieler
Der TSV Heusenstamm aus dem Landkreis Offenbach war – damals unter dem Namen „FSV 06“ – ab Mitte/Ende der 20er unter dem Namen „Rebellmannschaft“ bekannt – mit Fritz, Anton, Karl und Reinhard trugen gleich vier Mitglieder der örtlichen Fußballfamilie das Trikot des Vereines, dem 1928 erstmals die Südmain-Kreismeisterschaft und damit die Teilnahme an der Aufstiegsrunde zur Bezirksliga Main gelang.
1931 stieg die „Rebell“-Mannschaft in die Bezirksklasse Main-Hessen auf und spielte 1931/32 für ein Jahr in der obersten Spielklasse. Als Fritz Rebell mit seinen Mannschaftskameraden 1933/34 die Bezirksligameisterschaft errang, nahm er auch an den Aufstiegsspielen zur Gauliga Südwest teil.

### Trainer
Seine erste Trainerstation übernahm Rebell beim osthessischen Landesligisten FV 1910 Horas. Den Verein aus der Barock- und Bischofsstadt Fulda führte er in der Saison 1946/47 in die oberste hessische Spielklasse. Danach war er in der Saison 1949/50 beim SV Waldhof Mannheim in der Oberliga Süd als Trainer tätig. Anschließend übernahm Fritz Rebell erstmals beim 1. SC Göttingen 05 das Traineramt. 
Von der Runde 1951/52 bis 1954/55 spielte er mit Göttingen in der Oberliga Nord. In seinem zweiten Jahr bei den Schwarz-Gelben vom Jahn-Stadion belegte er mit der Mannschaft den fünften Platz und Günter Schlegel holte sich mit 26 Treffern die Torschützenkrone im Norden. Nach einjährigen Gastspielen in Osthessen bei Borussia Fulda 1955/56 in der 1. Amateurliga Hessen und 1956/57 beim BC Augsburg in der Oberliga Süd betreute er von 1957 bis 1959 zwei Jahre Viktoria Aschaffenburg. In den zwei Runden im Stadion am Schönbusch etablierte Rebell das Talent Egon Horst in der Oberliga Süd auf der Mittelläuferposition.
Nach der Übernahme der Trainerposition bei Borussia Fulda führte er die Hessen 1960 in die 2. Liga Süd und hielt die Ligazugehörigkeit mit den Borussen bis zur Ligenneueinteilung zur Runde 1963/64. Fulda qualifizierte sich für die Regionalliga Süd und Rebell zog es zum zweiten Mal zum 1.SC Göttingen 05. Auch hier gelang ihm im ersten Jahr – 1963/64 – der Aufstieg. Ab der Saison 1964/65 spielte er mit seiner Mannschaft in der Regionalliga Nord und belegte mit dem Aufsteiger den fünften Platz. Rebell gelang es mit Göttingen dreimal in Folge in den Jahren 1966 bis 1968 die Vizemeisterschaft zu erringen. Im Jahr 1966 scheiterte Göttingen in der Qualifikation an der Teilnahme zur Bundesligaaufstiegsrunde am 1. FC Saarbrücken. 
In der Aufstiegsrunde 1967 reichte es nur zu einem Sieg gegen die Konkurrenten Alemannia Aachen, Kickers Offenbach, 1. FC Saarbrücken und Tennis Borussia Berlin und die Rebell-Mannschaft musste sich mit 6:10 Punkten begnügen. Bei Versuch drei kam Göttingen im Jahre 1968 zwar auch nicht über Platz vier hinaus, hatte aber die Erfolge gegen den SV Alsenborn (3:0), die SpVgg Bayern Hof (3:1) und Rot-Weiss Essen (1:0) vorzuweisen. In der Runde 1968/69 verfehlte Rebell mit seiner Mannschaft mit zwei Punkten Rückstand die erneute Vizemeisterschaft und nahm zur Runde 1969/70 das Angebot des Bundesligisten Werder Bremen an.

### Fußball-Bundesliga, 1969/70
In Bremen erwartete den 64-Jährigen ein personeller Umbruch. Mit Diethelm Ferner, Max Lorenz, Karl Loweg, Bernd Rupp, Horst Schaub, Rolf Schweighöfer und Gerhard Zebrowski verlor er sieben Spieler, wobei zumindest Ferner, Lorenz, Rupp und Zebrowski gute Namen in der Bundesliga hatten. Die Kompensation sollte durch die Verpflichtung von Egon Coordes, Eckhard Deterding, Heinz-Dieter Hasebrink, Bernd Lorenz und Bernd Windhausen erfolgen. Nach der 0:1-Niederlage am 14. März 1970 beim 1. FC Kaiserslautern, wurde Rebell mit 24:30 Punkten auf dem 12. Rang stehend, zum 16. März 1970 entlassen und durch den Trainerneuling Hans Tilkowski ersetzt.

### Ausklang
Fritz Rebell, der im Jahre 1952 die Fußball-Lehrer-Prüfung abgelegt hatte, kehrte 1970 in die Hessenliga zu Borussia Fulda zurück und beendete dort im Jahre 1973 seine Trainerkarriere.